# Albaniens Davis Cup-lag
Albaniens Davis Cup-lag styrs av Albaniens tennisförbund och representerar Albanien i tennisturneringen Davis Cup. Albanien debuterade i sammanhanget 2010 i Europa-Afrikazonens Grupp III och förlorade alla sina matcher under debutåret.